# Max Billerbeck
Max Billerbeck (* 1986) ist ein deutscher Segler.

## Werdegang
Billerbeck aus Bokholt-Hanredder im Kreis Pinneberg wurde im Juni 2019 auf dem Steinhuder Meer Internationaler Deutscher Meister im Contender, im Juli 2019 gewann der für den Wassersportverein Kollmar antretende Segler in Frankreich in derselben Bootsklasse die Weltmeisterschaft. Billerbeck wurde in Folge einer von den Fachmedien sail24.com und segelreporter.com durchgeführten Abstimmung als Deutschlands Segler des Jahres 2019 sowie vom Segler-Verband Schleswig-Holstein als schleswig-holsteinischer Segler des Jahres 2019 ausgezeichnet. Bei der erstgenannten Auszeichnung lag sein jüngerer Bruder Frieder Billerbeck auf dem zweiten Rang.
2021 gewann Max Billerbeck erneut den Titel bei der Internationalen Deutschen Meisterschaft der Contender-Bootsklasse, er siegte auf dem Bodensee. Beruflich wurde der 1,75 Meter große Segler als Bootsbauer tätig.